# Breonia taolagnaroensis
Breonia taolagnaroensis är en måreväxtart som beskrevs av Razaf.. Breonia taolagnaroensis ingår i släktet Breonia och familjen måreväxter. Inga underarter finns listade i Catalogue of Life.